# Граборенко Роман Андрійович
Роман Андрійович Граборенко (біл. Раман Андреевіч Грабарэнка; 24 серпня 1992, м. Могильов, Білорусь) — білоруський хокеїст, захисник. Виступає за «Олбані Девілс» у Американській хокейній лізі (АХЛ).  
Виступав за «Кейп-Бретон Скрімінг-Іглс» (QMJHL), «Драммонвіль Вольтіжерс» (QMJHL), «Олбані Девліс» (АХЛ), «Ельміра Джеколс» (ECHL), «Нью-Джерсі Девілс».
В чемпіонатах НХЛ — 1 матч (0+0), у турнірах Кубка Стенлі — 0 матчів (0+0).
У складі національної збірної Білорусі учасник чемпіонатів світу 2012, 2013 і 2014 (22 матчі, 1+3).